# Paul-Anne-Joseph-Alexandre Girot de Langlade
Baron Paul-Anne-Joseph-Alexandre Girot de Langlade, francoski general, * 1894, † 1980.